# Liste der Kulturdenkmäler in Bornheim (Rheinhessen)
In der Liste der Kulturdenkmäler in Bornheim sind alle Kulturdenkmäler der rheinland-pfälzischen Gemeinde Bornheim aufgeführt. Grundlage ist die Denkmalliste des Landes Rheinland-Pfalz (Stand: 25. März 2025).

## Einzeldenkmäler
| Bezeichnung             | Lage                                               | Baujahr  | Beschreibung | Bild            |
| ----------------------- | -------------------------------------------------- | -------- | --- | --------------- |
| Hofanlage               | Bahnhofstraße 1 Lage                               | 1920 ff. | Vierseithof; stattlicher Walmdachbau in klassizierenden Heimatstilformen, großvolumige Ökonomie, 1920 ff., Architekt Carl Krug; vollständige zeittypische Hofanlage                                                                    | BW              |
| Wohnhaus                | Bahnhofstraße 37 Lage                              | um 1870  | sechsachsiger, spätklassizistischer Walmdachbau, um 1870, Architekt K. Koch | BW              |
| Keller                  | Hindenburgring, gegenüber Nr. 9 Lage               | 1605     | zwei landschaftstypische Erdkeller; tonnengewölbte Bruchsteinbauten, der nördliche bezeichnet 1605, der südliche wohl vom Ende des 18. Jahrhunderts                                                                                    | BW              |
| Fenstergewände          | Hindenburgring, zu Nr. 9 Lage                      | 1604     | an einem Nebengebäude: Renaissance-Fenstergewände, bezeichnet 1604 | BW              |
| Evangelisches Pfarrhaus | Hindenburgring 20 Lage                             | 1746–48  | im Kern barocker Putzbau, 1746–48, Umbau 1839; mit Kirche und Rathaus dorftypische öffentlich-konfessionelle Baugruppe | BW              |
| Evangelische Kirche     | Hindenburgring 22 Lage                             | um 1200  | romanischer Chorturm, um 1200; gotische Sakristei, 15. Jahrhundert; barocker Saal, 1714–27; mit Ausstattung; barocke Friedhofspforte, bezeichnet 1737                                                                                  | Fotos hochladen |
| Rat- und Schulhaus      | Hindenburgring 24 Lage                             | 1897     | Rat- und ehemaliges Schulhaus; spätklassizistischer winkelförmiger Sandsteinquaderbau, bezeichnet 1897; straßenbildprägend | Fotos hochladen |
| Hofanlage               | Hindenburgring 34 Lage                             | um 1860  | Hofanlage; spätklassizistischer Bruchsteinbau, um 1860; Gewölbestall, bezeichnet 1840 | BW              |
| Spolien                 | Hindenburgring, an Nr. 42a Lage                    | ab 1610  | Sandsteinspolien an einem Nebengebäude: spätgotisches Portal, bezeichnet 1610; spätgotisches monolithisches Spitzbogenfenster; Inschriftenstein, bezeichnet 1687                                                                       | BW              |
| Zehnthof                | Hindenburgring 44 Lage                             | 1736     | Hofanlage; barocker Krüppelwalmdachbau, bezeichnet 1736, Wappenstein bezeichnet 1737; Ökonomie, Bruchsteinbauten, bezeichnet 1723, 1755 und 1931; sogenannte Zehntscheune im Inneren dreischiffig; Toranlage, bezeichnet 1762 und 1771 | BW              |
| Türsturz                | Mainzer Landstraße, an Nr. 6 Lage                  | 1616     | Renaissance-Türsturz, bezeichnet 1616 | BW              |
| Dreistein               | nördlich des Ortes; Flur Auf dem Dreigestein Lage  | um 1800  | drei Sandsteinpfosten, wohl um 1800 | BW              |
| Langer Stein            | nördlich des Ortes; Flur Auf dem Silzer Hügel Lage |          | Menhir, keilförmiger Kalksteinmonolith | BW              |